# Присциан
Присциан Цезариенсис или Присциан (на латински: Priscianus Caesariensis; Priscian; † ок. 530 г.) е известен древен латински граматик.
Роден е в Цезарея в Мавритания, живее около 500 г. и умира в началото на управлението на император Юстиниан I (527 – 565) в Константинопол.
Написал е учебника Institutiones grammaticae („Граматически наставления“), копиран през 526/527 г. от Флавий Теодор (писец от императорския секретариат). Неговата латинска граматика се състои от осемнадесет книги и векове наред служи като основа на филолозите.